# قائمة المواقع والمعالم المصنفة في ولاية غليزان
هذه قائمة حصرية للمواقع الأثرية و المعالم التاريخية المصنفـــة حسب وزارة الثقافة والاتصال (الجزائر) لولاية غليزان

## قائمة التصنيف
| رقم    | اسم              | وصف | موقع | مدينة      | قسم | الإحداثيات | صورة        |
| ------ | ---------------- | --- | ---- | ---------- | --- | ---------- | ----------- |
| 48-001 | قصر كاوة         |     |      | الولجة     |     |            | Upload file |
| 48-002 | مغارة الرتايمية  |     |      | وادي ارهيو |     |            | صورة        |
| 48-003 | جسر مينا الأثري  |     |      | غليزان     |     |            | Upload file |
| 48-004 | موقع مينا الأثري |     |      | غليزان     |     |            | صورة        |

## وصلة خارجية
- خريطة التراث الجزائري